# Benedetto Naro
Benedetto Naro (ur. 26 lipca 1744 w Rzymie, zm. 6 października 1832 tamże) – włoski kardynał.

## Życiorys
Urodził się 26 lipca 1744 roku w Rzymie, jako syn Fabrizia Naro i Prudenzy Capizucchi. W młodości został referendarzem Trybunału Obojga Sygnatur i klerykiem Kamery Apostolskiej. 8 marca 1816 roku został kreowany kardynałem prezbiterem i otrzymał kościół tytularny San Clemente. W 1821 roku został prefektem Kongregacji ds. Dyscypliny Zakonnej, a trzy lata później – archiprezbiterem bazyliki liberiańskiej. Zmarł 6 października 1832 roku w Rzymie.